# 20037 Duke
20037 Duke este o planetă minoră (asteroid), cu un diametru de 1,796 km, din Mars-crossing asteroid[*]. A fost descoperită pe 20 octombrie 1992 la Observatorul Palomar de Carolyn S. Shoemaker. 
Obiectul prezintă o orbită caracterizată de o semiaxă mare de 1,8839232 UAi, o excentricitate de 0,12, o înclinație de 22,54637 ° în raport cu ecliptica.